# Andreas Schreiner (Schiedsrichter)
Andreas Schreiner ist ein ehemaliger deutscher Basketballschiedsrichter und -spieler.

## Leben
Der auf der Innenposition eingesetzte Schreiner wechselte 1984 von Post Mannheim zum Bundesligisten USC Heidelberg. Mit dem USC stieg der in der Saison 1984/1985 aus der höchsten Spielklasse des Landes ab. Er blieb dem USC auch in der 2. Basketball-Bundesliga treu, 1987 wechselte er innerhalb der Liga nach Leimen.
Schreiner, der in Mannheim und Heidelberg Medizin studierte, war ab 1995 Schiedsrichter in der Basketball-Bundesliga, 2016 beendete er seine Karriere. Er ist beruflich in leitender Stellung bei einem Pharmaunternehmen tätig und im Zuge seiner Arbeit unter anderem oft als Vortragsredner bei medizinischen Tagungen zugegen, zudem trug Schreiner zu zahlreichen medizinischen Aufsätzen und Büchern (insbesondere in den Themenbereichen Epilepsie und Schizophrenie sowie entsprechende Behandlungsweisen etwa durch Arzneistoffe) bei.